# Pentlow
Pentlow – wieś w Anglii, w hrabstwie Essex, w dystrykcie Braintree. W 2001 miejscowość liczyła 228 mieszkańców. W miejscowości znajduje się kościół zwany Church of St Gregory and St George.